# Europees kampioenschap voetbal 2008 (Groep A) Portugal - Turkije
Dit artikel gaat over de wedstrijd in de groepsfase in groep A tussen Portugal en Turkije gespeeld op 7 juni 2008 tijdens het Europees kampioenschap voetbal 2008.

## Voorafgaand aan de wedstrijd
In de schaduw van de openingswedstrijd wordt later op dezelfde avond de andere wedstrijd in Groep A gespeeld. Verliezend finalist van de vorige editie Portugal moet het opnemen tegen Turkije.
Portugal, dat al sinds 2003 onder leiding staat van Luiz Felipe Scolari, in 2002 nog wereldkampioen met Brazilië, verloor in eigen huis de finale van het EK 2004 van Griekenland. Angelos Charisteas kopte in de 57e minuut van de finale de enige treffer van de avond binnen en bezorgde daarmee de Grieken hun grootste succes ooit. Hoewel Portugal de grote favoriet is in deze poule, zal bondscoach Scolari ook genoeg nemen met één punt. Daarbij heeft hij het EK 2004 in het achterhoofd, waar Portugal ook de eerste wedstrijd, tevens de openingswedstrijd, van Griekenland verloor.
Voor Turkije is dit, na 1996 en 2000, de derde deelname aan het EK. In 1996 sneuvelde het land in de eerste ronde in een poule met Denemarken (3e), Kroatië (2e) en groepswinnaar Portugal. Vier jaar later verloor Turkije in de kwartfinales met 2-0 van alweer Portugal. Portugal heeft dus, in de twee edities die Turkije meedeed, de Turken al even vaak uitgeschakeld.

## Wedstrijdgegevens

De basisopstellingen van beide landen.

| Datum                | 7 juni 2008                          | 7 juni 2008                          |
| Stadion              | Stade de Genève, Genève, Zwitserland | Stade de Genève, Genève, Zwitserland |
| Toeschouwers         | 29.106                               | 29.106                               |
| Scheidsrechter       | Herbert Fandel                       | Herbert Fandel                       |
| Assistenten          | Carsten Kadach Volker Wezel          | Carsten Kadach Volker Wezel          |
| Vierde man           | Viktor Kassai                        | Viktor Kassai                        |
| Man van de wedstrijd | Pepe                                 | Pepe                                 |
|                      | Portugal                             | Turkije                              |
| Doelpunten           | 2                                    | 0                                    |
| Gele kaarten         | 0                                    | 3                                    |
| Rode kaarten         | 0                                    | 0                                    |
| Wissels              | 3                                    | 3                                    |
| Schoten op doel      | 6                                    | 3                                    |
| Schoten naast doel   | 7                                    | 3                                    |
| Overtredingen        | 10                                   | 25                                   |
| Hoekschoppen         | 7                                    | 5                                    |
| Buitenspel           | 6                                    | 3                                    |
| Vrije trappen        | 28                                   | 16                                   |
| Strafschoppen        | 0                                    | 0                                    |
| Balbezit (tijd)      | 25                                   | 24                                   |
| Balbezit (%)         | 51                                   | 49                                   |

| Portugal | 2 – 0           | Turkije |
| Pepe 61' Raul Meireles 90+3' | goals (assists) | |
| Luiz Felipe Scolari | bondscoach      | Fatih Terim |
| Ricardo Pereira Paulo Ferreira José Bosingwa Cristiano Ronaldo Petit João Moutinho Simão 83' Pepe Ricardo Carvalho Deco 90+2' Nuno Gomes 69' | opstellingen    | Servet Çetin Hakan Balta 55' Gökhan Zan Emre Belözoğlu Mehmet Aurélio Nihat Kahveci Tuncay Şanlı Colin Kâzım-Richards 46' Mevlüt Erdinç 76' Hamit Altıntop Volkan Demirel |
| Nani 69' Raul Meireles 83' Fernando Meira 90+2'                                                                                              | wissels         | 46' Sabri Sarıoğlu 55' Emre Aşık 76' Semih Şentürk |
| | gele kaarten    | 4' Colin Kâzım-Richards 51' Gökhan Zan 73' Sabri Sarıoğlu |
| | rode kaarten    | |

## Overzicht van wedstrijden
| Groepswedstrijden | | | |
| Groep A | Groep B | Groep C | Groep D |
| Zwitserland - Tsjechië Portugal - Turkije Tsjechië - Portugal Zwitserland - Turkije Zwitserland - Portugal Turkije - Tsjechië | Oostenrijk - Kroatië Duitsland - Polen Kroatië - Duitsland Oostenrijk - Polen Oostenrijk - Duitsland Polen - Kroatië | Roemenië - Frankrijk Nederland - Italië Italië - Roemenië Nederland - Frankrijk Nederland - Roemenië Frankrijk - Italië | Spanje - Rusland Griekenland - Zweden Zweden - Spanje Griekenland - Rusland Griekenland - Spanje Rusland - Zweden |
| Kwartfinales | | | |
| Portugal - Duitsland | Kroatië - Turkije | Nederland - Rusland | Spanje - Italië                                                                                                   |
| Halve finales | | | |
| Duitsland - Turkije | Duitsland - Turkije                                                                                                  | Rusland - Spanje | Rusland - Spanje                                                                                                  |
| Finale | | | |
| Duitsland - Spanje | | | |